# Linea Kita-Matsue

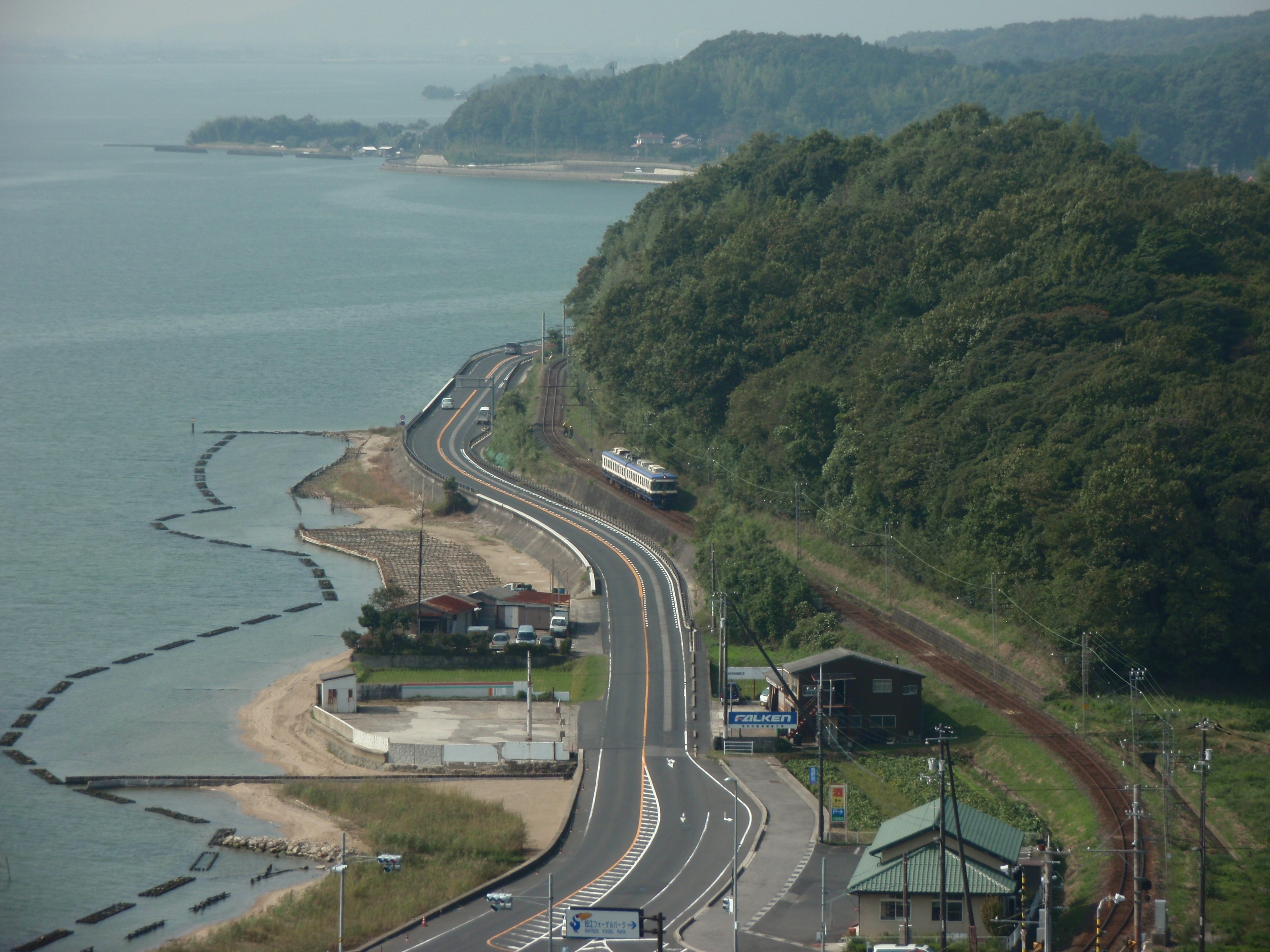
Treno nei pressi della stazione di Takanomiya

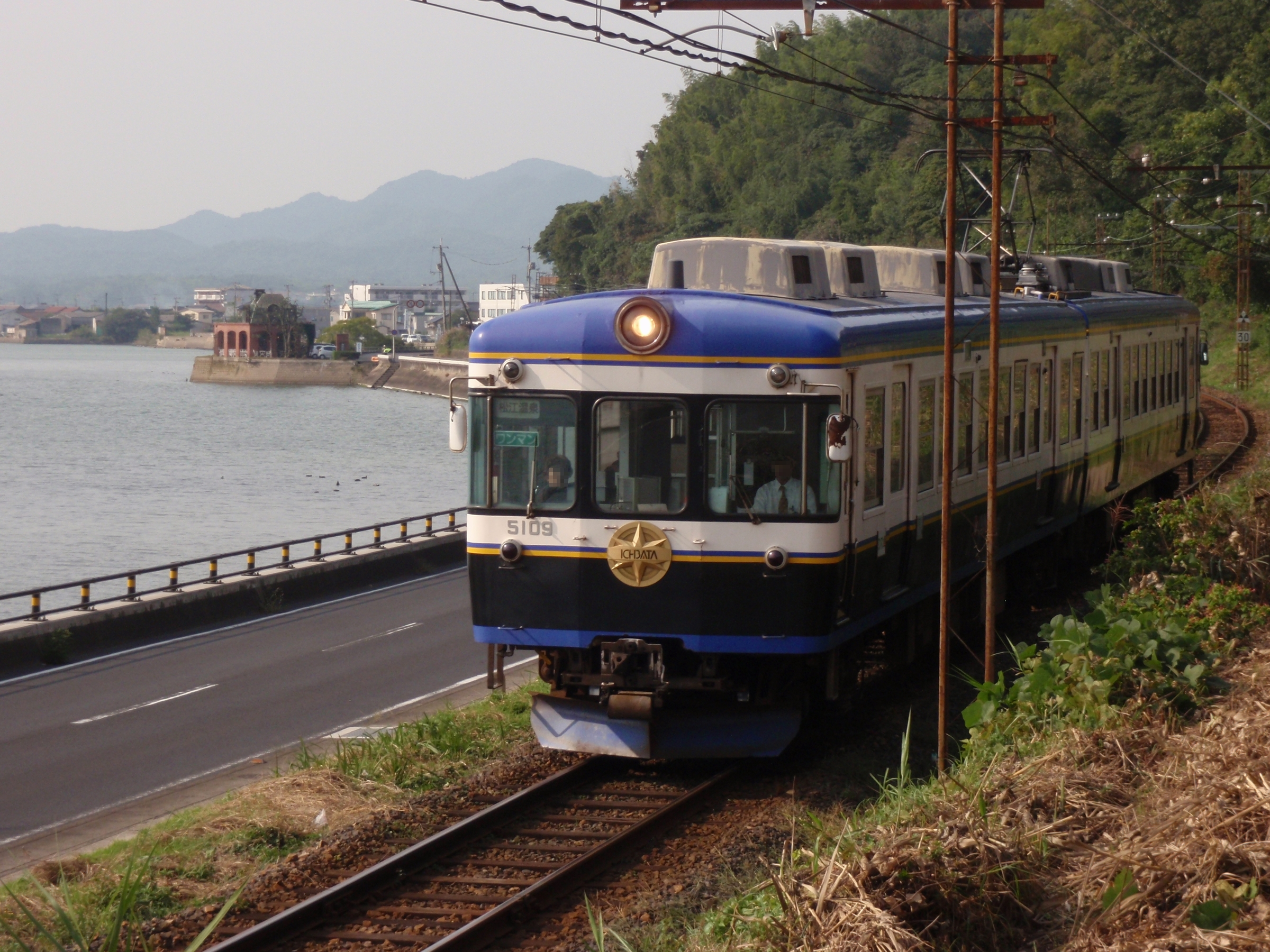
Treno della serie 5009F

La linea Kita-Matsue (北松江線?, Kitamatsue-sen) è una ferrovia regionale a scartamento ridotto situata fra le città di Matsue e Izumo, nella prefettura di Shimane, posseduta e gestita dalle Ferrovie Elettriche Ichibata. La linea riveste una notevole importanza per i pellegrinaggi al santuario di Izumo, uno dei più sacri del Giappone, e agli altri templi e santuari della zona.

## Caratteristiche
La linea è costituita da 22 stazioni lungo un percorso a binario unico elettrificato di circa 34 km di lunghezza, e costeggia la maggior parte della costa settentrionale del lago Shinji.
L'infrastruttura è stata costruita in particolare per migliorare l'accesso al santuario di Ichibata Yakushi, al quale, prima dell'apertura della linea, era necessario accedere attraverso un'imbarcazione, che attraversava il lago.
- Percorso: 33,9 km
- Scartamento: 1.067 mm
- Numero di stazioni: 22, posti movimento esclusi
- Numero di binari: tutta la linea è a binario singolo
- Elettrificazione: 1500 V CC
- Sistema di blocco: automatico
- Sistema di sicurezza: ATS-P
- Massima velocità consentita: 85 km/h
- Raggio minimo di curvatura: 175 m
- Pendenza massima: 26‰

## Traffico
Sulla linea vengono effettuati sia servizi locali che espressi e espressi limitati:
- Espresso (EX)
- Espresso Izumo Taisha (EI)
- Espresso limitato (EL)
- Espresso limitato Super Liner (SL) (スーパーライナー)

## Stazioni
- ●: il treno ferma; ｜: il treno passa
- I treni locali fermano in tutte le stazioni
- Incrocio treni: ∨,◇: possibile; ｜:non possibile
- EL: Espresso limitato

Legenda
●：ferma,｜↑↓：non ferma（↑↓ indicano la direzione del treno）
i treni locali fermano in tutte le stazioni, pertanto nel diagramma non sono indicati
binari ◇：possibilità di incrocio treni; ◆：inversione di marcia ｜：impossibilità di incrocio
| Stazione Alfabeto            | Stazione Giapponese          | Distanza interstazione | Distanza dall'origine | EX | EI                    | EL                                    | SL | Collegamenti            | Binari | Posizione |
| ---------------------------- | ---------------------------- | ---------------------- | --------------------- | -- | --------------------- | ------------------------------------- | -- | ----------------------- | ------ | --------- |
| Izumoshi                     | 電鉄出雲市                   | -                      | 0.0                   | ●  | Via linea Izumotaisha | ●                                     | ●  | Linea Principale San'in | ◇      | Izumo     |
| Izumo Kagakukan Parktown-mae | 出雲科学館パークタウン前     | 0.8                    | 0.8                   | ●  | Via linea Izumotaisha | ｜                                    | ↓  |                         | ｜     | Izumo     |
| Ōtsumachi                    | 大津町                       | 1.2                    | 2.0                   | ●  | Via linea Izumotaisha | ●                                     | ●  |                         | ◇      | Izumo     |
| Takeshi                      | 武志                         | 2.1                    | 4.1                   | ↑  | Via linea Izumotaisha | ｜                                    | ↓  |                         | ｜     | Izumo     |
| Kawato                       | 川跡                         | 0.8                    | 4.9                   | ●  | ●                     | ●                                     | ●  | Linea Taisha            | ◇      | Izumo     |
| Ōtera                        | 大寺                         | 1.5                    | 6.4                   | ↑  | ｜                    | Eccetto alcuni, diretti a Izumotaisha | ↓  |                         | ｜     | Izumo     |
| Midami                       | 美談                         | 1.3                    | 7.7                   | ↑  | ｜                    | Eccetto alcuni, diretti a Izumotaisha | ↓  |                         | ｜     | Izumo     |
| Tabushi                      | 旅伏                         | 1.3                    | 9.0                   | ↑  | ｜                    | Eccetto alcuni, diretti a Izumotaisha | ↓  |                         | ｜     | Izumo     |
| Unshū-Hirata                 | 雲州平田                     | 1.9                    | 10.9                  | ●  | ●                     | Eccetto alcuni, diretti a Izumotaisha | ●  |                         | ◇      | Izumo     |
| Nunozaki                     | 布崎                         | 3.6                    | 14.5                  | ●  | ●                     | Eccetto alcuni, diretti a Izumotaisha | ↓  |                         | ｜     | Izumo     |
| Koyūkan Shin'eki             | 湖遊館新                     | 0.7                    | 15.2                  | ↑  | ｜                    | Eccetto alcuni, diretti a Izumotaisha | ↓  |                         | ｜     | Izumo     |
| Sono                         | 園                           | 0.7                    | 15.9                  | ↑  | ｜                    | Eccetto alcuni, diretti a Izumotaisha | ↓  |                         | ｜     | Izumo     |
| Ichibata-guchi               | 一畑口                       | 1.6                    | 17.5                  | ●  | ●                     | Eccetto alcuni, diretti a Izumotaisha | ●  |                         | ◆      | Izumo     |
| Inonada                      | 伊野灘                       | 1.9                    | 19.4                  | ↑  | ｜                    | Eccetto alcuni, diretti a Izumotaisha | ↓  |                         | ｜     | Izumo     |
| Tsunomori                    | 津ノ森                       | 1.8                    | 21.2                  | ●  | ●                     | Eccetto alcuni, diretti a Izumotaisha | ↓  |                         | ◇      | Matsue    |
| Takanomiya                   | 高ノ宮                       | 1.3                    | 22.5                  | ↑  | ｜                    | Eccetto alcuni, diretti a Izumotaisha | ↓  |                         | ｜     | Matsue    |
| Matsue Vogel Park            | 松江フォーゲルパーク         | 1.3                    | 23.8                  | ↑  | ●                     | Eccetto alcuni, diretti a Izumotaisha | ↓  |                         | ｜     | Matsue    |
| Aikamachi                    | 秋鹿町                       | 1.2                    | 25.0                  | ●  | ●                     | Eccetto alcuni, diretti a Izumotaisha | ↓  |                         | ◇      | Matsue    |
| Nagae                        | 長江                         | 1.7                    | 26.7                  | ↑  | ｜                    | Eccetto alcuni, diretti a Izumotaisha | ↓  |                         | ｜     | Matsue    |
| Asahigaoka                   | 朝日ヶ丘                     | 1.3                    | 28.0                  | ●  | ｜                    | Eccetto alcuni, diretti a Izumotaisha | ↓  |                         | ｜     | Matsue    |
| Matsue English Garden-mae    | 松江イングリッシュガーデン前 | 1.6                    | 29.6                  | ●  | ●                     | Eccetto alcuni, diretti a Izumotaisha | ↓  |                         | ◇      | Matsue    |
| Matsue Shinjiko Onsen        | 松江しんじ湖温泉             | 4.3                    | 33.9                  | ●  | ●                     | Eccetto alcuni, diretti a Izumotaisha | ●  |                         | ◇      | Matsue    |